# Celelalte Cuvinte I
Celelalte Cuvinte I este un album realizat de formația Celelalte Cuvinte și apărut în anul 1987 la casa de discuri Electrecord. Acest album, împreună cu Celelalte Cuvinte II și cu jumătatea de disc Formații rock 8, conturează stilul original Celelalte Cuvinte, creat pe parcursul anilor '80 și care, în prezent, constituie repertoriul clasic al formației.

## Prezentare
Celelalte Cuvinte I este primul material discografic aparținând în întregime formației, după ce, în prealabil, aceasta a apărut cu patru piese pe a doua față a discului Formații rock 8 din 1985. Cele șapte compoziții ale albumului, înregistrate în octombrie 1986, reprezintă selecții dintr-un proiect de operă rock, intitulat Umbre și ziduri, pus în scenă de formație în perioada 1985–1986, și în care, alături de muzicieni, apăreau actori și un corp de balet într-o regie specifică genului.
Albumul conturează un tablou muzical coerent, specific muzicii progresive, în care își fac simțită prezența influențe diverse, între care și cele folclorice, amintind în acest fel de Phoenix. Discul debutează cu „Scrisori iubite”, o scurtă baladă acustică, compusă pe versurile poetului George Topîrceanu, cu trimiteri atât către muzica medievală, cât și către folk. Tabloul liric este completat de alte două balade de mare sensibilitate, „Dacă vrei”, una dintre cele mai cunoscute creații ale trupei, compusă de Marcel Breazu, respectiv „Despărțire”, care încheie albumul. „Dacă vrei” a fost preluată de formația byron, fiind inclusă pe albumul Perfect (2011), și de Felicia Filip pentru albumul Fata din vis (2013). „Un sfârșit e un început”, piesă de stil hard rock, construită pe alternanța pasajelor lirice și dramatice, reprezintă un alt moment de vârf al albumului, devenind unul dintre hit-urile semnate Celelalte Cuvinte. „La ceas târziu”, piesă de mare complexitate din sfera progresivă, în care un rol important îl au aranjamentele instrumentale, a fost reînregistrată pentru albumul de față. Prima înregistrare datează din 1984, beneficiind de colaborarea actorului Constantin Rădoacă. „La ceas târziu” este urmată de o scurtă compoziție instrumentală – „În zori de zi” – ce constituie preludiul unui alt moment de rock progresiv: „Fântâna suspinelor”, o metaforă la adresa unuia dintre miturile românești fundamentale, acela al Meșterului Manole. Vocea actorului Florian Pittiș, prieten al formației și cel care a contribuit la promovarea acesteia, este prezentă în partea de început a compoziției „Fântâna suspinelor”, recitând poezia „Era o fântână” de Elena Farago.
Pentru acest album, arhitectul și muzicianul Alexandru Andrieș a venit cu o propunere grafică ce înfățișa contradicția între clădirile vechi și cele moderne, cu arhitectură agresivă. Propunerea nu a trecut însă de cenzura vremii, pe motiv că făcea aluzie la demolarea Centrului vechi al Bucureștiului sau la cutremur. Prin urmare, Andrieș a venit cu o altă idee grafică, mult simplificată, datorită căreia discul și-a căpătat numele de „albumul cu pătrățele”. Materialul muzical a fost înregistrat cu aportul maestrului de sunet Theodor Negrescu, fiind produs de Romeo Vanica. Celelalte Cuvinte I este considerat de critica de specialitate și de public unul dintre cele mai reușite și originale albume ale rock-ului românesc.

## Alte ediții și reeditări
Ediția apărută pe disc de vinil a fost însoțită de o ediție în format casetă audio, care include două piese suplimentare, „Despre suferințe de iarnă” și „Caracteruri”, reluate de pe Formații rock 8. Prima publicare a pieselor de pe Celelalte Cuvinte I în format compact disc s-a produs în 1996, odată cu editarea de către Electrecord a compilației Vinil Collection, unde materialul de pe discul de față este reluat integral. De asemenea, Celelalte Cuvinte I a fost reeditat în format CD în 2006, cu ocazia aniversării a 25 de ani de existență a formației. Ediția reeditată include, pe lângă materialul discului original, cele patru piese apărute în 1985 pe Formații rock 8.
În martie 2017, la împlinirea a 30 de ani de la lansarea inițială a albumului, apare pe piață o ediție aniversară. Editată de casa de discuri Soft Records sub formă de CD digipak în 500 de exemplare numerotate, aceasta conține ca material bonus cele patru cântece reluate de pe Formații rock 8. Remasterizarea pieselor a fost realizată de Gabriel Isac în studioul personal din Brașov. Grafica ediției aniversare include coperta inițială propusă de Alexandru Andrieș și abandonată ca urmare a cenzurii din perioada comunistă.

## Piese
1. Scrisori iubite
2. Un sfârșit e un început
3. Dacă vrei
4. La ceas târziu
5. În zori de zi
6. Fântâna suspinelor
7. Despărțire
8. Despre suferințe de iarnă (bonus)
9. Iarbă prin păr (bonus)
10. Caracteruri (bonus)
11. O să am (bonus)

Muzică: Ovidiu Roșu (1); Leontin Iovan, Radu Manafu (2); Marcel Breazu (3, 11); Călin Pop (4, 5, 6, 7, 8, 10); Leontin Iovan (9)

Versuri: George Topîrceanu (1); Marcel Breazu (2, 3, 7, 11); Călin Pop (4, 8, 9); Călin Pop, Elena Farago (6); Barbu Paris Mumuleanu (10)

## Personal
- Călin Pop – vocal, chitară, blockflöte
- Radu Manafu – chitară, voce
- Marcel Breazu – bas, celestă, voce
- Leontin Iovan – baterie, percuție
- Ovidiu Roșu – double six, voce, sunet
- Florian Pittiș – recitativ la poezia „Era o fântână” de Elena Farago (6)

Înregistrări muzicale realizate în studioul Tomis–Electrecord, București, octombrie 1986.

Maestru de sunet: Theodor Negrescu. Postprocesare: Emil Mihai. Redactor muzical: Romeo Vanica. Grafică: Alexandru Andrieș.

## Legături externe
- Albumul Celelalte Cuvinte I pe YouTube